# Partia powstańcza

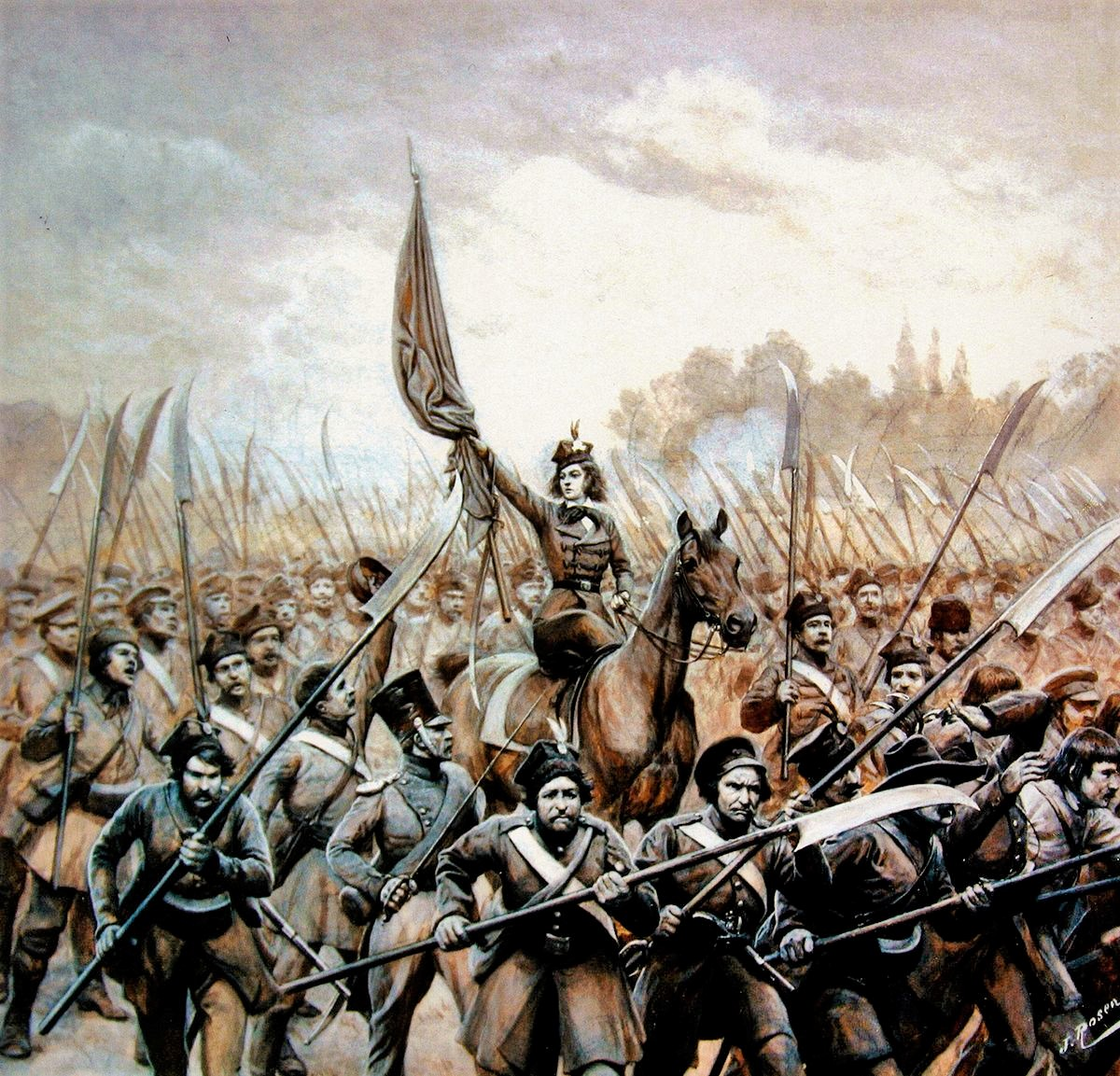
Emilia Plater na czele partii powstańczej

Partia powstańcza – nieregularny oddział powstańczy, oddział wojskowy złożony głównie z ochotników, prowadzący działania o charakterze partyzanckim. Określenie odnosząc się zwykle do polskich oddziałów z okresu powstania listopadowego i styczniowego, cechujących się różnorodnym uzbrojeniem (m.in. drągi i kosy) oraz zmiennym składem osobowym, od kilku osób do kilku tysięcy ludzi; zwykle jednak”były to niewielkie oddziały, często się rozpraszające i łączące się z innymi w nową partię bądź przyłączające się do innego oddziału.
Przykłady partii powstańczych z lat 1863–65: oddziały Macieja Marcina Lelewela-Borelowskiego, Kajetana Cieszkowskiego, ks. gen. Stanisława Brzóski, Zygmunta Sierakowskiego, Józefa Wysockiego, Zygmunta Padlewskiego, Michała Kruka-Heydenreicha czy Władysława Kononowicza.
Partiami nazywano także nieregularne oddziały partyzanckie w okresie potopu. Niekiedy odróżniano partie szlacheckich wolontariuszy od luźnych „kup” chłopskich walczących ze szwedzkim najeźdźcą.